# Guillaume-Joseph Pelisson de Gennes
Guillaume-Joseph Pelisson de Gennes est un homme politique français né le 17 avril 1753 à Mamers (Sarthe) et décédé le 9 février 1832 au même lieu.
Lieutenant général de Police à Mamers sous l'Ancien régime, il est suppléant, pour le tiers état, aux États généraux de 1789 et est admis à siéger le 23 octobre 1790. Il vote avec la majorité et devient maire de Mamers en 1800.

## Sources
- « Guillaume-Joseph Pelisson de Gennes », dans Adolphe Robert et Gaston Cougny, Dictionnaire des parlementaires français, Edgar Bourloton, 1889-1891 [détail de l’édition]